# Eremocharis obscura
Eremocharis obscura är en insektsart som beskrevs av Willy Adolf Theodor Ramme 1952. Eremocharis obscura ingår i släktet Eremocharis och familjen Pamphagidae. Inga underarter finns listade i Catalogue of Life.